# 大阪市立中央図書館
大阪市立中央図書館（おおさかしりつちゅうおうとしょかん）は、大阪府大阪市西区にある公共図書館。24館からなる大阪市立図書館の中央館である。2019年10月1日より辰巳商会中央図書館（たつみしょうかいちゅうおうとしょかん）という愛称が付けられている。

## 概要
大阪市立図書館の中央館であり、地域図書館（西区以外の各区の分館）23館のセンター機能も果たす。自動車文庫（移動図書館）2台を所持している。1996年開館の現行館は日本図書館協会建築賞を受賞している。
大阪市立図書館では貸出した館以外での返却も可能である。館内にはオムリス (OMLIS) の専用端末があり、全館の資料の検索が出来る。電話による音声応答サービスでの貸出予約が可能。インターネット（携帯電話を含む）で資料検索や貸出予約も可能となっている。
日本語・英語・中国語・韓国語の4言語で作られたウェブサイトや、数多くのデータベースが提供されていることなどが評価され、Library of the Year 2009の大賞を受賞した。さらに2017年には、「20年間継続されてきた地域資料のデジタルアーカイブ事業と将来に向けた取り組み」が評価され、Library of the Year 2017の優秀賞を受賞した。
大阪市史編纂所を併設している。

## 歴史

### 年表
- 1961年（昭和36年）11月1日 西区北堀江4-3-2に開館
- 1992年（平成4年）6月 新図書館建築工事のため旧電気科学館（四つ橋）に仮移転し開館
- 1996年（平成8年）7月2日 現中央図書館開館 同時に大阪市立全図書館間でのオンライン化を開始
- 2001年（平成13年）5月 図書館ホームページ開設
- 2001年（平成13年）9月 中央図書館入館者1000万人突破
- 2011年（平成23年）10月 中央図書館開館50周年 大阪市立図書館開館90周年[2]
- 2021年（令和3年）3月　地下1階「Hon+α！（ほな！）」スペースオープン[3]
- 2021年（令和3年）12月　中央図書館開館60周年　大阪市立図書館開館100周年[4]
- 2025年（令和7年）4月 窓口業務を受託する民間業者の変更が行われた[5]

## 施設概要
- 開館：1961年11月1日（1996年7月2日建替開館）
- 延床面積：34,532.86平方メートル
- 閲覧室：7,840平方メートル

### 所在地
- 住所：大阪府大阪市西区北堀江四丁目3番2号

図書館の南東の角には江戸時代中期の日本の文人、文人画家、本草学者、蔵書家、コレクター「木村蒹葭堂」の邸宅跡地の石碑が立っている。

### アクセス
- Osaka Metro千日前線・長堀鶴見緑地線 西長堀駅 7号出口すぐ
- 南海汐見橋線汐見橋駅、阪神なんば線桜川駅からも歩いて行ける（約10 - 15分）。

### 所蔵
- 図書：約230万冊（成人用199万冊、児童用31万冊）

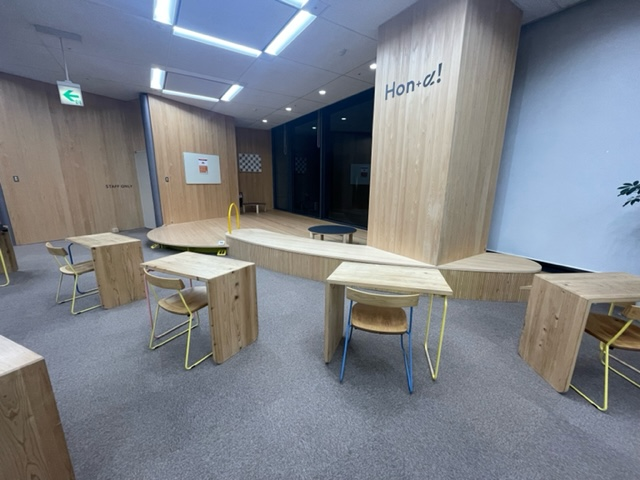
大阪市立中央図書館地下１階Hon+α！スペース

- 雑誌：2,111タイトル
- 新聞：165紙
- ビデオ：665本
- 大阪市立中央図書館地下１階Hon+α！スペースCD：約19,500枚
- カセットテープ：約2,000本
- DVD：約2,200枚
- 紙芝居：13,654組

（2022年3月末現在）

## 利用案内
- 開館時間
  - 月曜日 - 金曜日（第1・第3木曜日は休館）：午前9時15分 - 午後8時30分
  - 土曜日、日曜日、国民の祝日と国民の休日：午前9時15分 - 午後5時
- 休館日：第1・第3木曜日（国民の祝日と国民の休日は開館）・年末年始・蔵書点検期間
- 貸出：1人15冊まで（うち、CD・DVD・カセットテープは合わせて5点まで）15日間[8]
- 館内では、Osaka Library Free Wi-Fi、フレッツスポットといった公衆無線LANが利用可能である。[9]

## 特色

### ナクソス・ミュージック・ライブラリー
大阪市立中央図書館はナクソスを利用した音楽配信サービスを提供している。クラシックを中心に、200万曲以上である。ストリーミング方式で楽曲のダウンロードやコピーはできない。
大阪市立図書館設置パソコンおよび自宅のパソコンで、市立図書館ホームページへ利用者カード番号とパスワードを入力することで利用できる。利用料は無料。平成26年1月から提供が開始された。

### 大阪市立図書館デジタルアーカイブ
大阪市立図書館で所蔵している、明治・大正期に撮影された写真や当時の絵葉書、江戸時代の古文書等、大阪に関連する貴重資料の画像をデジタルアーカイブとして公開している。
1996年7月の新中央図書館開館時に、館内の専用端末で「イメージ情報データベース」の公開を開始。2001年5月の公式ウェブサイト開設の際にはインターネット公開を開始した。
2014年のシステム再構築の機会に「デジタルアーカイブ」としてリニューアルし、蔵書検索画面との相互参照が可能になった。
2017年3月、このうち著作権切れの資料約6000点、画像数にして約13万枚をオープンデータとして提供開始。デジタルアーカイブのオープンデータ化は、公共図書館としては日本初の取り組みである。2019年10月よりオープンデータの提供条件をCC0に変更した。

### 大阪市史編纂所
大阪市の歴史に関する資料の収集や研究、整理を行い、大阪市史や関連書籍を編纂する、大阪市史編纂所も設けられている。

### 第3教科書センター
第3教科書センター（採択地区:中央区・西区・港区・大正区）で、小・中学校・高等学校用教科書を所蔵